# Guifredo II. Borell Barcelonský
Guifredo II. Borell Barcelonský (katalánsky Guifré II, 874? – 26. dubna 911) byl hrabětem barcelonským, hrabětem z Girony a Osona.
Guifredo Borrell byl jedním z mnoha synů Guifreda I. a jeho ženy Guinidildy. Guifredo I. svou zemi mezi syny prozíravě rozdělil, barcelonským hrabětem se stal po otcově smrti roku 897 Guifredo II. Borrell, ostatní bratři se stali pány nad zbylými hraběcími úděly.
Nový barcelonský hrabě se roku 898 oženil s Gersendou, dcerou hraběte Oda z Toulouse. Z tohoto manželství se narodila zřejmě dvě děvčata - Guninilda, provdaná zřejmě za Raimonda z Toulouse a Richilda, budoucí manželka Odona z Narbonne.
Guifred zemřel roku 911 a byl pohřben v barcelonském klášteře sv. Pavla. Guifredovým nástupcem se stal mladší bratr Sunyer.